# 三星Galaxy A9 Pro
三星Galaxy A9 Pro (2016)是三星電子製造的Android智慧型手機，於2016年3月發布，運行Android 6.0.1 Marshmallow，在中國被稱為A9高配版。這台智慧型手機搭載了高通 驍龍 652 SoC，由 4個ARM Cortex-A72 和 4個ARM Cortex-A53 核心、Adreno510 GPU、4 GB的記憶體和32 GB儲存空間組成，最大可以擴充到200 GB的MicroSD記憶卡電池為不可拆卸式5000mAh，支援快充。三星Galaxy A9（2016）和Pro版本之間的差異部分，A9（2016）只有3GB記憶體和稍微小一點的4000mAh的電池，還有重量稍微輕一點，只有210克。另外，這款手機並未在台灣及香港上市。

## 技術規格
- 後置攝像頭：1300萬像素
- 前置攝像頭：800萬像素
- 記憶體：4 GB RAM
- 儲存空間：32 GB
- 電池：5000 mAh
- 處理器：Qualcomm Snapdragon 652
- 作業系統：Android 6.0
- 重量：210克
- 顯示屏：6 英寸Super AMOLED FHD